# Bitomus fuscus
Bitomus fuscus är en stekelart som beskrevs av Fischer 2006. Bitomus fuscus ingår i släktet Bitomus och familjen bracksteklar. Inga underarter finns listade.